# حبیب‌آباد مزدک
مزدک حبیب آباد، روستایی دور افتاده از توابع بخش مرکزی شهرستان بویراحمد در استان کهگیلویه و بویراحمد ایران است.

## جمعیت
این دهکوره در دهستان سررود شمالی قرار دارد و براساس سرشماری مرکز آمار ایران در سال ۱۳۸۵، جمعیت آن ۷۷۶ نفر (۱۶۵خانوار) بوده‌است.